# Turbonilla auricoma
Turbonilla auricoma är en snäckart som beskrevs av Dall och Bartsch 1903. Turbonilla auricoma ingår i släktet Turbonilla och familjen Pyramidellidae. Inga underarter finns listade i Catalogue of Life.